# Aloe friisii
Aloe friisii é uma espécie de liliopsida do gênero Aloe, pertencente à família Asphodelaceae.